# Ephedra antisyphilitica
Ephedra antisyphilitica là một loài thực vật hạt trần trong họ Ephedraceae. Loài này được Berland. ex C.A.Mey. mô tả khoa học đầu tiên năm 1846.